# Алексеевское кладбище (Ульяновск)
Алексеевское кладбище — кладбище в городе Ульяновск. Площадь составляет 1 га. Количество участков — 880. Совершено приблизительно 3520 захоронений. Располагается в Заволжском районе Ульяновска. В настоящее время кладбище закрыто для новых захоронений, допускаются родственные подзахоронения.

## История
Кладбище было открыто в первой половине XIX века, когда было основано село Юрьевка. В 1955 году, в связи с созданием Куйбышевского водохранилища, дома жителей селений Архангельского, Ботьмы, Сосновки, Ерзовки, Петровки, Большого Пальцина и Малого Пальцина, работавших в рыбколхозе, были переселены на новое место, образовав посёлок Ленинский (Рыбацкий). В этом же году на новое место была перенесена деревня Алексеевка. Из-за того что Алексеевка была многолюдней и ближе к погосту, то кладбище стали называть «Алексеевское». В 1976 году, ввиду строительства УАПК, село Юрьевка и деревня Алексеевка были переданы Заволжскому району Ульяновска, под постройку жилого фонда. Снесены в 1980-х годах. В конце 2010-х годах вокруг кладбища была построена металлическая ограда. 

## Галерея

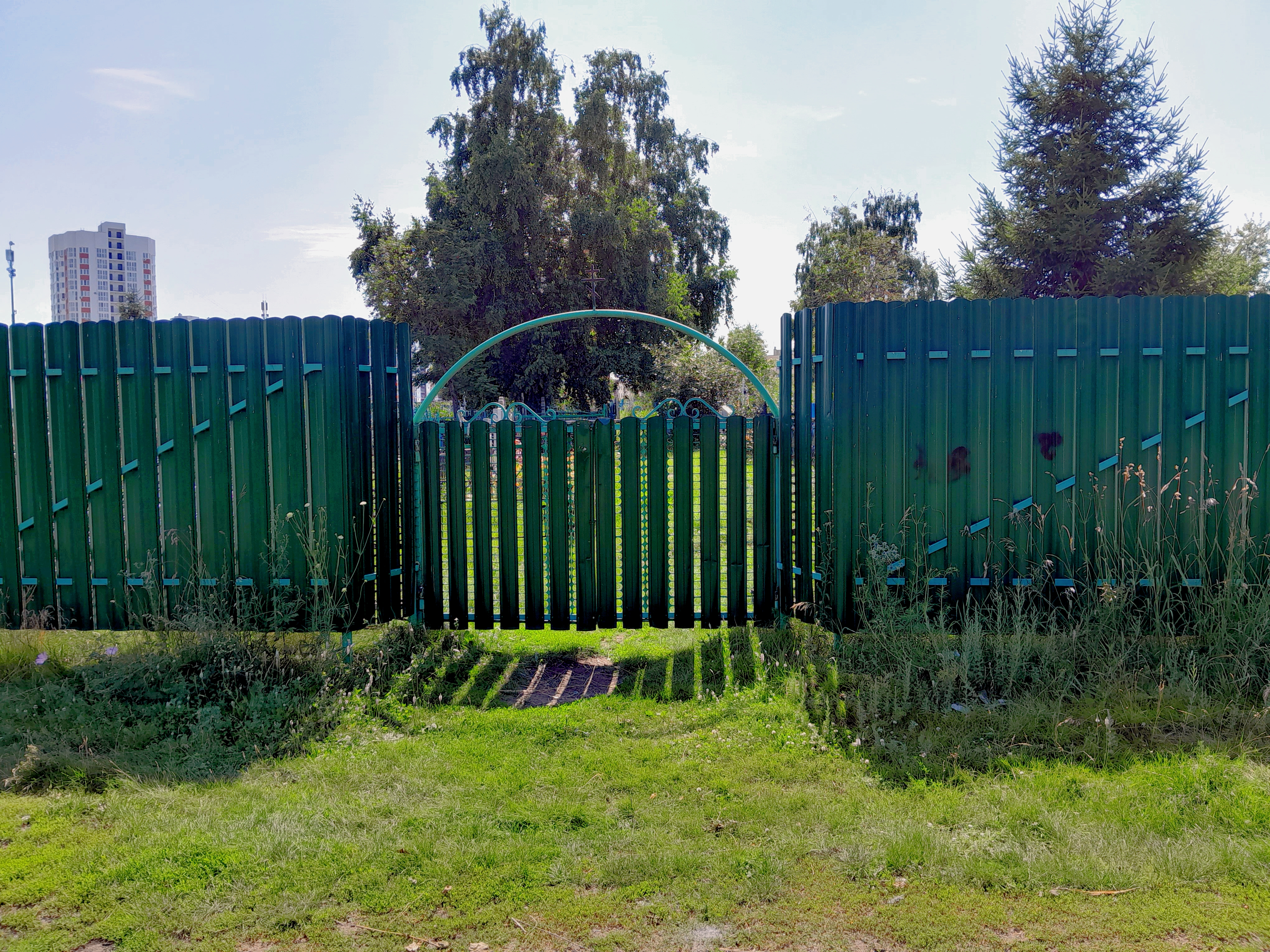
Алексеевское кладбище, северный вход.
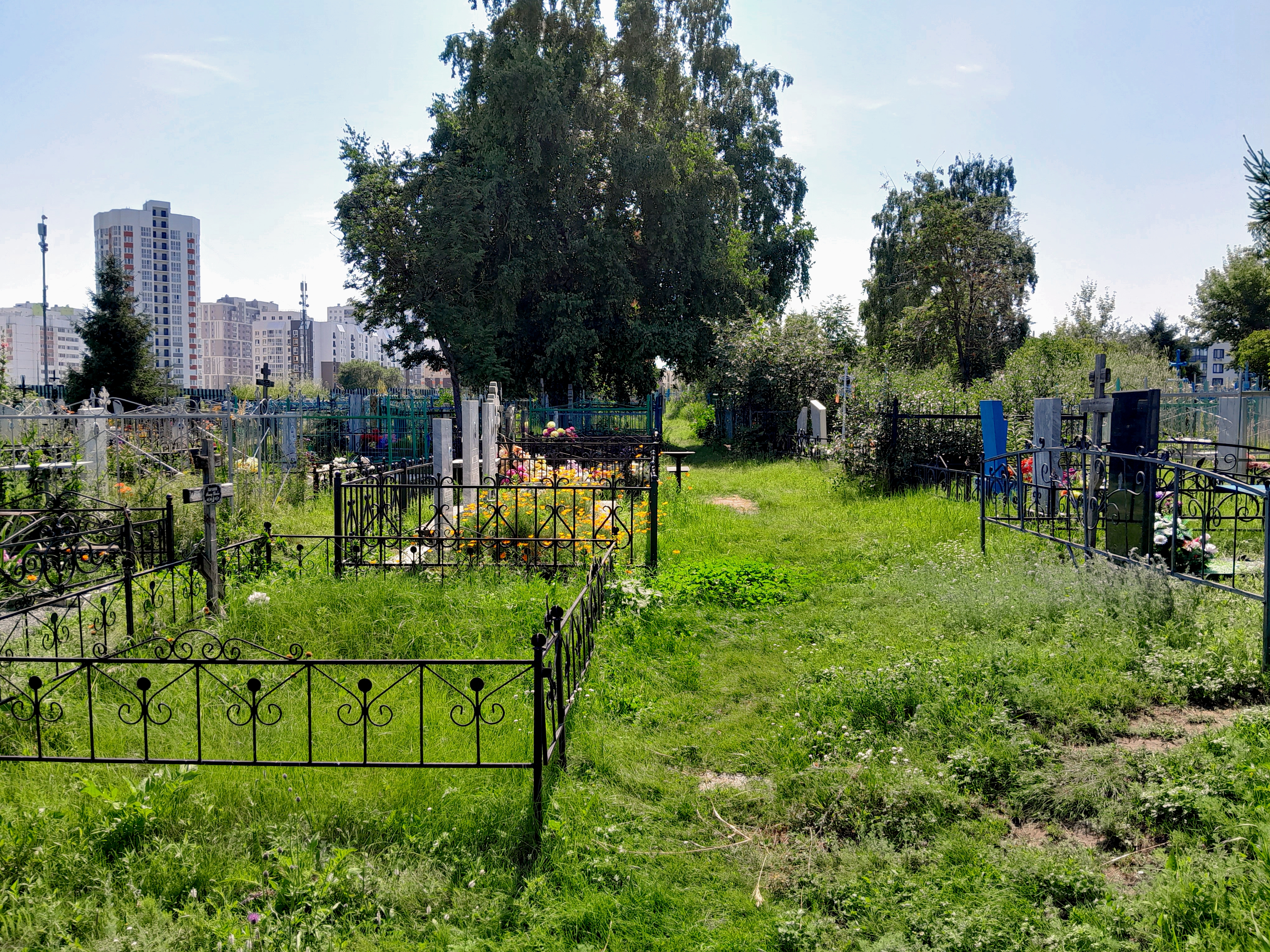
На Алексеевском кладбище.
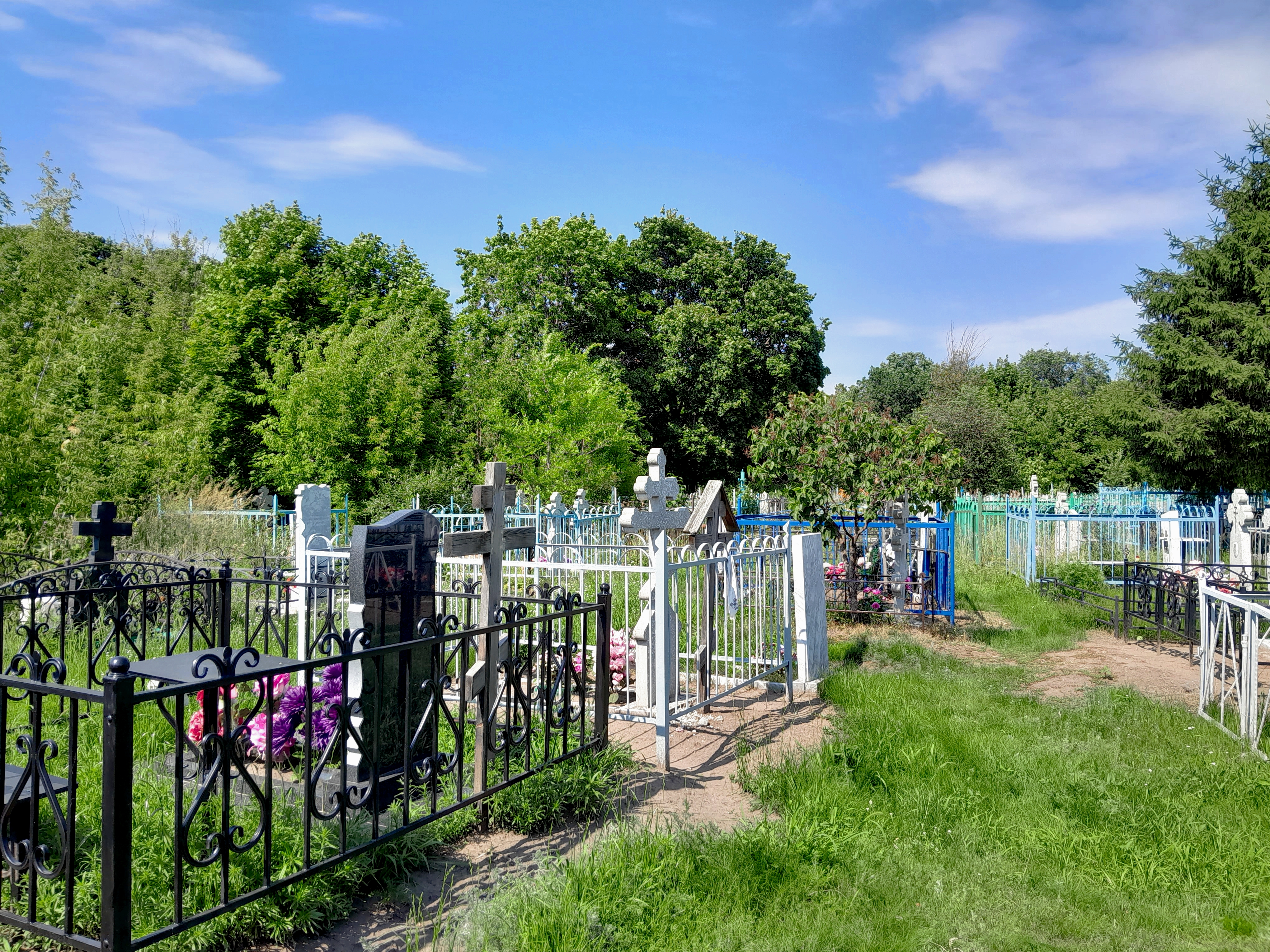
На Алексеевском кладбище.